# Абрамов-Миров, Александр Лазаревич
Александр Лазаревич Абрамов (Абрамов-Миров) (19 октября 1895, Шавли, Ковенская губерния; по другим данным Москва — 26 ноября 1937, Москва) — один из руководителей военной разведки СССР, глава ОМС Коминтерна в 1926 году.

## Биография
Родился в 1895 в Москве в еврейской купеческой семье. Получил образование в Германии.
В 1916 вступил в РСДРП, большевик. Участвовал в Февральской и Октябрьской революциях 1917 в Москве.
С 1921 на дипломатической работе, сотрудник Исполкома Коминтерна (ИККИ) в Берлине. Официально работая в отделе печати советского постпредства в Берлине, заведовал распределением денежных средств и доставкой инструкций Коминтерна, предназначенных для Германии и большей части Центральной Европы.
С 1926 заведующий Отделом международных связей ИККИ, занимавшегося разведывательной деятельностью. С ноября 1935 заместитель заведующего Службы связи ИККИ. 5 сентября 1936 назначен помощником начальника 4-го управления штаба РККА, руководил «испанским направлением». Получил звание полкового комиссара. Один из главных организаторов разведывательной работы во время Гражданской войны в Испании.
21 мая 1937 арестован. 25 ноября 1937 Военной коллегией Верховного суда СССР (ВКВС СССР) приговорён к смертной казни по обвинению в руководстве троцкистской террористической организацией в системе Коминтерна и в том, что он является резидентом немецкой разведки. Расстрелян 26 ноября 1937; прах захоронен в общей могиле на Донском кладбище.
Реабилитирован 18 января 1958 ВКВС СССР.

## Семья
Жена Мирова Елена Германовна, родилась 1899 в Саратове, помощница корреспондента ТАСС в Испании. Расстреляна 8 февраля 1938, похоронена на полигоне «Коммунарка».